# Choisies

Choisies este o comună în departamentul Nord, Franța. În 1 ianuarie 2022 avea o populație de 44 de locuitori.